# Циновка Ягуара

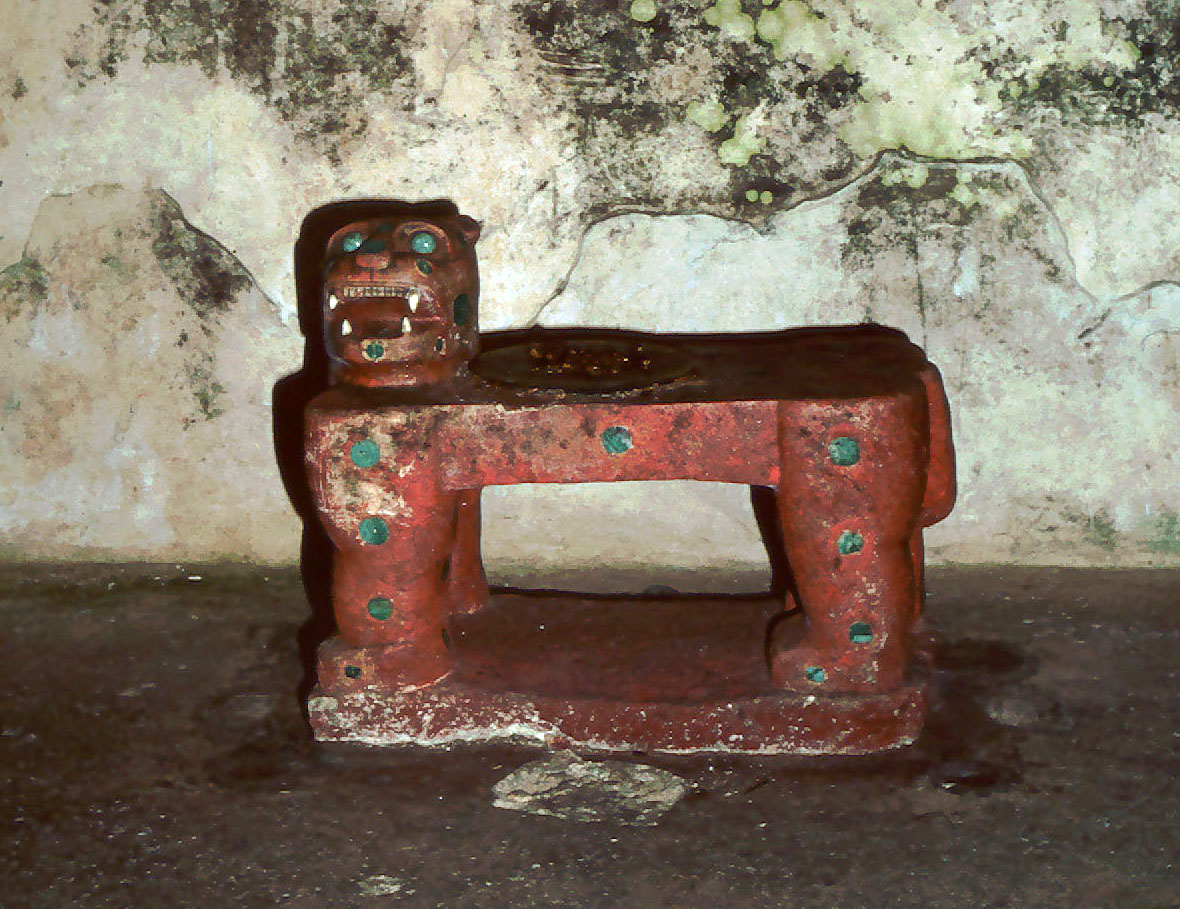
«Циновка Ягуара» (Ягуаровый трон)

«Цино́вка Ягуа́ра» — каменный трон в виде фигуры ягуара, символ власти и трон верховного правителя древнего города майя Чичен-Ица, в древности располагавшийся в святилище на вершине Пирамиды Кукулькана и впоследствии обнаруженный археологами в одном из потайных помещений внутри пирамиды. Считается, что первоначальным владельцем трона был Топильцин Кецалькоатль.
«Циновка Ягуара» высечена из камня и выкрашена в красно-рыжий цвет, инкрустирована раковинами и чёрно-зелёным нефритом. Пятна на шкуре ягуара имитируются семидесятью тремя нефритовыми дисками. Глаза зверя также выполнены из нефрита, зубы — из педерналя (камня вулканического происхождения).